# Ängesön-Bergön
Ängesön-Bergön est une île de l'archipel finlandais à Kimitoön en Finlande.

## Géographie
Ängesön-Bergön est à environ 8 kilomètres au nord-est de Hiittinen, à 9 kilomètres au sud-est de Dalsbruk et à environ 25 kilomètres au nord-ouest du centre de Hanko.
La superficie d'Ängesön-Bergön est de 5,21 km2 et sa plus grande longueur est de 4,5 kilomètres dans la direction sud-est-nord-ouest,.
Ängensön-Bergön est le résultat de la fusion des deux îles Ängesön et Bergönet, elle est entourées de plusieurs petites îles. 
Un détroit étroit sépare Ängensön-Bergön de l'île de Vänoxa.